# 喜樂時代影城
喜樂時代影城（英語：Century Asia Cinemas），為臺灣的連鎖電影院系統之一，目前共設有5個據點，在臺北市有2處，新北市、桃園市、高雄市各1處。

## 特色
有別於其他影城多為百人座的中大型標準廳、巨幕廳、IMAX為賣點，喜樂時代影城偏向以數量較多的影廳、每廳僅數十人座的小型標準廳為主要營運方針。

## 影城據點

### 臺北市
- 喜樂時代影城南港店
  - 2015年12月開幕[3]。位於台北市南港區忠孝東路七段299號11~14樓（潤泰南港車站大樓C棟）。
  - 設有25間影廳，皆為4排小影廳，為目前全台廳數最多的電影院。[4]
- 喜樂時代影城西門今日店[5]
  - 2025年3月14日開幕，位於臺北市萬華區西門町峨眉街52號（誠品生活西門店）。[6]
  - 設有10間影廳。
  - 原秀泰影城，2024年租約到期後，改由喜樂時代接手經營。

### 新北市
- 喜樂時代影城永和店
  - 2019年2月開幕。位於新北市永和區中山路一段238號（比漾廣場）4樓。[7]
  - 設有13間影廳。

### 桃園市
- 喜樂時代影城桃園A19店
  - 2021年9月30日開幕[8]。位於桃園市中壢區高鐵南路二段352號（環球購物中心桃園A19）4樓[9]
  - 設有16間影廳[8]。

### 高雄市
- 喜樂時代影城高雄總圖店
  - 2022年12月10日開幕，位於高雄市前鎮區林森四路189號（高雄市立圖書館總館共構會展文創會館）2~4樓。[10]
  - 設有14間影廳。

## 外部連結
喜樂時代影城南港店
- 喜樂時代(南港影城) （页面存档备份，存于）
- 喜樂時代影城南港店的Facebook專頁

喜樂時代影城永和店
- 喜樂時代影城(永和店) （页面存档备份，存于）
- 喜樂時代影城永和店的Facebook專頁
- 喜樂時代影城永和店的Instagram帳戶

喜樂時代影城桃園A19店
- 喜樂時代影城(桃園店) （页面存档备份，存于）
- 喜樂時代影城桃園A19店的Facebook專頁
- 喜樂時代影城_桃園A19店的Instagram帳戶

喜樂時代影城高雄總圖店
- 喜樂時代影城(高雄店) （页面存档备份，存于）
- 喜樂時代影城高雄總圖店的Facebook專頁

喜樂時代影城西門今日店
- 喜樂時代影城(西門今日店)
- 喜樂時代影城西門今日店的Facebook專頁

喜樂時代影城股份有限公司
- 台灣公司資料